# 사안기
사안기(중국어: 謝安琪, 병음: Tse On Kay, 1977년 3월 13일 ~ )는 홍콩의 가수, 배우이다.